# USS LST-732
O USS LST-732 foi um navio de guerra norte-americano da classe LST que operou durante a Segunda Guerra Mundial.